# ماريانو تويدتلي
ماريانو تويدتلي (بالإسبانية: Mariano Toedtli)‏ (23 مارس 1976 بقرطبة في الأرجنتين - ) هو لاعب كرة قدم أرجنتيني في مركز الهجوم. لعب مع بوليديبورتيفو إيخيذو وريكرياتيفو ونادي إشبيلية ونادي سالامانكا ونادي قادش ونادي ماريتيمو وهوراكان وClub Atlético Douglas Haig ‏ وClub Cipolletti ‏.

## روابط خارجية
- ماريانو تويدتلي على موقع قاعدة بيانات كرة القدم.إي يو (الإنجليزية)
- ماريانو تويدتلي على موقع Soccerway.com (الإنجليزية)
- ماريانو تويدتلي على موقع عالم كرة القدم.نت (الإنجليزية)